# Progressives Museum Basel
Das Progressive Museum Basel (auch: Das Progressive Museum) bestand als eigenständiger Ausstellungsbetrieb von 1968 bis 1974. Teile seiner Sammlung für avantgardistische Kunst insbesondere der 1960er Jahre werden im Haus Konstruktiv in Zürich ausgestellt.
Das Museum wurde am 25. April 1968 nach dem Vorbild der vom Staat unabhängigen Stifter-Museen in den USA durch Persönlichkeiten aus den Basler Wirtschafts- und Kulturkreisen um Carl Laszlo, Antoinette Vischer und Markus Kutter gegründet. Die Stiftung setzte sich zum Ziel, „eine moderne Sammlung anzulegen, die von Anfang an der Öffentlichkeit zugänglich sein“ sollte. Der Stiftungszweck lautet wie folgt: „Förderung der Anerkennung bestehender Kunstwerke und des Schaffens lebender Künstler durch Ankauf von Kunstwerken, durch Eröffnung eines Museums und durch Organisation von Anlässen, die dem Publikum die Möglichkeit geben, sich mit den Tendenzen der modernen Kunst auseinanderzusetzen.“ Im Gegensatz zur „säkularisierte[n] Feierlichkeit“ hergebrachter Museen, sollte hier ein ungezwungener Begegnungsort entstehen, wo auch geraucht und mit einigen der Kunstexponate hantiert werden durfte.
Der sprechende Name bedeutete, dass einerseits „progressive“ Kunst ausgestellt wurde und dass anderseits es sich um ein „Museum in Progress“, also um ein Museum im Wandel beziehungsweise im Fortschritt handelte, da es nicht gegründet wurde, um eine bereits bestehende Sammlung zu zeigen, sondern „um eine solche zu schaffen“. Sammler und Künstler wurden zu Schenkungen aufgerufen oder gebeten, für Wechselausstellungen Leihgaben zu machen.
In den Fokus der Sammlung kam das Schaffen der noch nicht etablierten Künstlergeneration: Markus Raetz, Christian Megert, Paul Talman, Günter Fruhtrunk, Hartmut Böhm, Marina Apollonio, Gianni Colombo, Roman Clemens, Fritz Glarner, Jesús Rafael Soto. Zum Hauptstandbein wurden die konstruktiven Arbeiten der 1960er Jahre im Umkreis der Neuen Tendenzen mit dem Akzent auf neue Werkstoffe, Kinetik und Op Art. Ein Nebenstandbein bildeten die Vertreter der älteren Generation, denen die öffentlichen Sammlungen die Anerkennung meist noch versagt hatten: Sophie Taeuber-Arp, Erich Buchholz, Walter Dexel, Etienne Beothy, Verena Loewensberg, Max Bill, Robert Strübin.
Aufgrund zunehmender finanzieller Engpässe entschloss sich der Stiftungsrat Ende 1974, den Museumsbetrieb aufzugeben. Die Leihgaben gingen an ihre Eigentümer zurück, die Schenkungen wurden beim Kunstmuseum Basel magaziniert. Teile der Sammlung blieben in der Basler Börse zugänglich, nach deren Umbau in einer Bank. Nachdem auch diese Liegenschaft einer Totalrenovation unterzogen worden war, verschwand die Sammlung vorübergehend aus der Öffentlichkeit. Das 2001 neueröffnete Haus Konstruktiv in Zürich stellt mittlerweile einzelne Werke des Progressiven Museums als Dauerleihgaben aus.